# 戀嘔癖
戀嘔癖（英語：emetophilia），也被称为罗马浴（英語：Roman shower），是指因呕吐:373、被呕吐在身上或观看他人呕吐而引发的性兴奋。这种癖好被认为是一种性偏離。

## 拓展阅读
- Stoller, Robert J. . Archives of Sexual Behavior. 1982, 11 (2): 361–365. PMID 7149971. S2CID 35842325. doi:10.1007/BF01541597.